# Râul Bilca Mare
Râul Bilca Mare (în ucraineană Білка Маре/Білка, transliterat: Bilka Mare/Bilka) este un curs de apă, afluent al râului Suceava. Râul izvorăște în Ucraina și după ce trece frontiera cu România se varsă în râul Suceava în apropiere de localitatea Bilca.